# Lena Hades
Lena Hades (em russo:  Lena Alekseevna Hades ou Heidiz, cirílico: Лена Хейдиз), também às vezes os russos escrevem seu nome como Lena Jeydiz, 2 de outubro de 1959) é uma pintora e escritora russa. Sua obra fundamental são os quadros do ciclo Assim Falou Zaratustra (Also sprach Zarathustra), dedicado ao livro Assim falou Zaratustra de Nietzsche. O Instituto de Filosofia de Academia de Ciências Russa tem publicado em 2004 a obra de Nietzsche Assim falou Zaratustra em russo e alemão com 20 reproduções dos quadros do ciclo de Lena Hades Assim falou Zaratustra. É a primeira publicação científica e artística simultaneamente. No livro há também artigos de grandes historiadores da arte Jean-Christophe Ammann, Aleksander Jakímovich, Olga Yushkova.
As obras da pintora encontram-se no Museu de Arte Contemporâneo de Moscovo, no Centro de Arte Contemporâneo de Moscovo, no Museu Pushkin, na Galeria Tretyakov de Moscovo.

## Publicações
- Nietzsche F. “Assim falo Zarathustra”. Moscovo, Instituto de philosophia de l'Académia de Sciencias russa]], 2004. ISBN 5-9540-0019-0
- Giametta Sossio “Commento allo Zarathustra”. Milano, Bruno Mondadori, 2006. ISBN 88-424-9804-1
- Nietzsche F. "Morgenroethe" / tradução de Vadim Bakusev. — Moscovo: Akademicheskij Projekt, 2007. ISBN 978-5-8291-0942-4
- 미래를 창조하는 나 - 차라투스트라는 이렇게 말했다 (고전읽기 "I'm making the future", Seul, Mirae N Culture Group, 2009. - ISBN 978-89-378-4498-0
- Hades Lena “Chimeras by Hades: incite”. London, Alexander Kerensky Museum Publishing, 2010.  - ISBN 978-1-906108-07-7